# Jekyll & Hyde (canção)
Jekyll and Hyde (ou em português, Eu era Jekyll, Jekyll Hyde) é uma canção apresentada no episódio "Arthur's Almost Live not Real Music Festival" da série Arthur, baseada na obra "The Strange Case of Dr. Jekyll and Mr. Hyde" de Robert Louis Stevenson. A canção é cantada e contada por Cérebro, um personagem secundário na série. A canção também está no CD Arthur and Friends: The First Almost Real Not Live CD (or Tape), como a faixa 7.

## Lista de Personagens
| Personagem(ns)                 | Importância |
| ------------------------------ | --- |
| Cérebro                        | É o principal personagem da canção. Não faz apenas papel dele mesmo, mas também de Dr. Henry Jekyll e Edward Hyde. |
| Buster                         | É o personagem secundário, apesar de ser quase desimportante no vídeo.                                             |
| Arthur                         | Não é importante, pois só aparece em duas cenas.                                                                   |
| Binky, Fern, Sue Ellen e Muffy | Eram os apresentadores do trabalho dado pelo Sr. Ratburn.                                                          |
| Sr. Ratburn                    | Seu trabalho foi o motivo de Cérebro ter tomado sua poção pela segunda vez.                                        |

## Erros
- Na primeira cena do clipe, a face frontal do livro esta na direita, mas na cena seguinte, esta na esquerda.
- Na primeira cena do primeiro pesadelo de Cérebro, ele pode ser visto segurando sua poção, mesmo que não tenha a criado ainda. Nessa mesma cena, o recipiente que Cérebro estava usando era verde, na próxima cena é transparente e duas cenas depois desaparece.
- Em uma cena, as bandeiras de Cérebro são brancas nas laterais esquerdas e vermelhas nas laterais direitas. Nas telas seguintes, as cores ficam invertidas.
- Na ante-penúltima cena do clipe, o balcão da biblioteca é marrom, mas na última é verde.
- Em algumas cenas, a capa de Cérebro muda de preto para verde.

## Curiosidades
- A poção dos pesadelos de Cérebro é semelhante a que ele usa em "Buster está Chateado".
- Junto com as outras canções, esta tem sido apresentada na quadro DJ Cão, ao término dos programas da TV Cultura.
- No CD "Arthur and Friends: The First Almost Real Not Live CD (or Tape)", a música é mais longa, sendo cantado o refrão mais algumas vezes após o término normal.
- Nessa mesma versão, a melodia foi remixada e alguns sons, por exemplo, sons de relâmpagos, foram deletados.